# Marianne Gaba
Marianne Gaba (13 de noviembre de 1939-3 de mayo de 2016) fue una modelo, actriz y reina de belleza estadounidense. Quién fue coronada Miss Illinois USA en 1957 y Playmate del Mes por la revista Playboy durante la edición de septiembre de 1959.

## Vida personal
Gaba nació en Chicago, Illinois. Y podía hablar fluidamente 3 idiomas: bohemio (checo), polaco y español—además de inglés.
El 11 de junio de 1960,  se casó con Michael Eugene Starkman en Las Vegas, Nevada. Su hijo, Gregory C., nació en 1962 y su hija, Wendy M. nació en 1966.
Gaba murió el 3 de mayo de 2016 debido a un tumor cerebral en Los Ángeles, California, a los 76 años.

## Filmografía
- - Dr. Goldfoot and the Bikini Machine (1965) .... Robot
  - How to Stuff a Wild Bikini (1965) .... Animal
  - The Beverly Hillbillies
    - "Cool School Is Out" (1965) .... Ardilla
    - "Big Daddy, Jed" (1965) .... Ardilla

  - Burke's Law - "Who Killed the Fat Cat?" (1965) .... Rubia hermosa
  - The Patsy (1964) (Sin acreditar) .... Camarera
  - Island of Love (1963) (Sin acreditar)
  - The Choppers (1961) .... Liz
  - Checkmate - "The Button-Down Break" (1961) .... Novia
  - 77 Sunset Strip
    - "The Affairs of Adam Gallante" (1960) .... Peaches Schultz
    - "Sing Something Simple" (1959) .... Lita Ladoux

  - G.I. Blues (1960) (sin acreditar) .... Chica del bar
  - Raymie (1960) .... Segunda chica
  - Please Don't Eat the Daisies (1960) (Sin acreditar) .... Chica joven
  - Mike Hammer (1959) .... Hija de Doris
  - Johnny Staccato - "A Piece of Paradise" (1959) .... Gaba Gaba Hey
  - Missile to the Moon (1958) .... Chica en la luna
  - George Burns & Gracie Allen Show - “Too Much Pot Roast” (1957) ….. Miss Illinois